# Мемоар на българските църковно-училищни общини в Македония
Мемоарът на българските църковно-училищни общини в Македония от 20 май 1878 година е протестно обръщение на македонските българи към Великите сили с искане за прилагане на Санстефанския договор и неоткъсване на Македония от новосъздадената българска държава.

## История
Апелът е подписан в Солун на 20 май 1878 година от представители на българските общини в Македония и е подаден до солунските консули, които се умоляват да се застъпят пред съответните правителства за българската кауза. Мемоарът е подписан от 21 български общини и просветно-културни организации като дружество „Просвещение“ и подпечатан със съответни общински, казалийски, църковни и дружествени печати. В мемоара се казва, че българите са мнозинство в Македония, разобличават се гръцките лъжи, целящи да заблудят Европа за етническия състав в областта и се настоява за прилагането на Санстефанския договор и създаване на международна анкетна комисия, която да се увери, че именно присъединяване на Македония към българската държава е желанието на македонското население.
| „ | ...Всичкый българскый народъ ся зарадва като видѣ, че желаніята му се изпълниха и нуждыте му се удовлетвориха, и ный всыте българе въ Македонія съ силата на Св. Стефансый договоръ, чекахме съ големо нетърпеніе освобождението си отъ бѣснующето още надъ насъ Турско варварство. Но на мѣсто това, за голема жалъ виждаме, че местныте власты одъ една страна, и гръцкото духовенство отъ друга, съ различны срѣдства изнудиха отъ нѣкоы нашы невинны братія подписы, за да ги злоупотребатъ като увѣратъ Велыкыте Поручителны Сылы, че ужъ ный сме были гърци, и сме желаели само улучшено statu-quo, а не присоединеніето си съ новоучлеждаемото българско княжество. Това безнаказано подиграваніе съ нашыте подписы, сирѣчъ съ народното ни име и чувство, дълбоко наскърби всичкы ни особито при предпороженіето, че такво едно лѫжливо изявленіе отъ страната на Македонскиыте българе, можъ да ся е вече подало и на Ваше Високопревосходителство... ...за да се опредѣли, ако би било нужно, една комисія, която ще може най-здраво и най-безпристрастно да испита и да се увѣри на местото, че нашыте желаниія и нужди сѫ общиы и неразлучны съ тыя на наыте братія бльгаре, които населяватъ Мізія и Тракія, и съ таковъ начинъ да прѣстанатъ еднажъ за всякога безсрамнытѣ викове на незначителный помежду ни грьцки елементъ... | “ |

## Подписи
| Община                                                      | Подписали                              |
| ----------------------------------------------------------- | -------------------------------------- |
| Сярска българска община                                     | Илия Касъров Иван Братанов             |
| Велешка българска община                                    | Саздо Петрушев Шулев Андрей Георгов    |
| Скопска българска община                                    | Тодор Стевков Йован Карагеоров         |
| Струмишка българска община                                  | Ставруш Тимов Костандин Русович        |
| Сярско-мелнишко-драмско-неврокопско дружество „Просвещение“ | Стефан Шалганджиев Георги Либяховски   |
| Солунска българска църковна община                          | Никола Паунчов Насто Стоянов           |
| Неготинска българска община                                 | х. Арсо Христо Николов                 |
| Гевгелийска българска община                                | Георги Баялцали Ичо Доганов            |
| Демирхисарска българска община                              | поп Димитър Кърчовски Иван Гологанов   |
| Драмска българска община                                    | Печо Хаджиоглу Алекси Чанов            |
| Радовишка българска община                                  | Христофор Константинов Христо Икономов |
| Кукушка българска община                                    | Андон Хаджистойков Михал Хаджидинов    |
| Воденска българска община                                   | Тръпче Стоянов Йован Безо              |
| Щипска българска община                                     | Мано Панайотов Лазо Хаджидимитров      |
| Ваташка българска община                                    | Мише Ризов Ризо Добрев                 |
| Тетовска българска община                                   | Иконом поп Серафим Зафир Николов       |
| Кумановска българска община                                 | Поп Божин Димо Иванов                  |
| Петричка българска община                                   | Стоян Георгиев Георги Урумов           |
| Неврокопска българска община                                | Георги Иванов Атанас Грозданов         |
| Прилепска българска община                                  | Христо Хаджиильов Христо Фукара        |
| Битолска българска община                                   | Хаджи Петко Димко Куев                 |
| Охридска българска община                                   |                                        |